# ラグビー日本代表 2023年メンバー
ラグビー日本代表 2023年メンバー（ラグビーにほんだいひょう2023ねんメンバー）は、ラグビー日本代表として、2023年に編成されたラグビーユニオンのナショナルチーム。日本ラグビーフットボール協会が組織する。愛称は「ブレイブ・ブロッサムズ」（Brave Blossoms）。ヘッドコーチの名を冠して「ジェイミー・ジャパン」「ジョセフ・ジャパン」ともいう。日本代表に準じるセカンドチームに、「JAPAN XV（ジャパン・フィフティーン）」がある。

## 2023年の動向
前年は「ラグビー日本代表 2022年メンバー」を参照。

### 感染症流行前の状態に戻る
2023年5月8日から、新型コロナウイルス感染症に関する強い規制が撤廃され、感染症流行前の状態に戻った。5月20日、ジャパンラグビーリーグワン2023-24シーズンが終了。

### 日本が「ハイパフォーマンスユニオン」として強豪11か国入り
5月11日、ワールドラグビーが定款の第9条4項「評議会の議決権」を改定し、日本を「ハイパフォーマンスユニオン」と位置づけた。これにより、シックス・ネイションズ・チャンピオンシップ（欧州6か国）やSANZAARラグビー・チャンピオンシップ（南半球4か国）に参加している強豪国「ティア1」10か国と同じく、ワールドラグビー理事会の投票権が3票に増えた（従来の日本の投票権は2票）。
日本ラグビーフットボール協会は、5月にニュージーランドラグビー協会と、7月にラグビーオーストラリア（オーストラリアラグビー協会）と 連携を発表。これにより、2024年から2027年までオールブラックス、マオリ・オールブラックス、All Blacks XVと、2024年から2029年までワラビーズ（オーストラリア代表）やオーストラリアA代表と、日本での定期的な対戦を行う予定。

### 新ジャージ発表
6月23日、ワールドカップ2023に向けて4年ぶりに新しいジャージが発表された。2019年版の兜のコンセプトや吉祥文様などをほぼ継承したが、胴体部分の赤いストライプが細くなり1本増え、2015年版のように水平線の印象を強めた。胸に大きな白いスペースをとって上体の厚みを強調した。肩部分にも白を広く配置し、全体でも2019年版より白が目立つ配色になった。

### ジェイミー・ジョセフHC退任を発表
ワールドカップ2023の2か月前から、ヘッドコーチ去就の情報が示された。2023年7月5日、ジェイミー・ジョセフはワールドカップ2023後にヘッドコーチを退任することを表明した。7月17日には、日本ラグビーフットボール協会が、次期ヘッドコーチ公募を開始。

### ワールドカップ前哨戦は1勝5敗
7月に国内でオールブラックスXVと対戦し（キャップ非対象）2連敗。7月22日～8月5日にパシフィックネイションズカップの日本出場試合すべて（対サモア、トンガ、フィジー）をホーム（日本）で開催したが、ホームでの1勝2敗となり、世界ランキングを10位から14位にまで落とした。8月26日、イタリアで5年2か月ぶりのイタリア戦は、キックやハンドリングの精度が低く21-42と大敗し、これらワールドカップ前哨戦は1勝5敗で終わった。

### ワールドカップ2023でプール戦敗退
ワールドカップ2023（フランス大会）では、第1試合チリ戦で、主将の姫野和樹がケガのため出場回避。粘るチリに42-12で快勝した。
第2試合イングランド戦で、日本はノートライ、イングランドは4トライで12-34の完敗に終わった。
第3試合サモア戦は、後半2トライを取られ追い上げられたが28-22で逃げ切った。10月7日に日本はプール戦3位以内が確定し、次回ワールドカップ2027への出場権を得た。
第4試合アルゼンチン戦では27-39で敗れ、イングランドとアルゼンチンの後塵を拝しプール戦3位。準々決勝進出（ベスト8進出）を逃した。
前年2022年9月22日に発表したチームスローガン『Our Team』は、ワールドカップ2019で流行語にもなった『One Team』ほどには浸透しなかった。チームスポンサーの三菱地所は、CMやキャンペーンで『One Team』を使い続け、ワールドカップ2023プール最終戦の前日となる2023年10月7日には、キャプテンの姫野和樹も「One teamで共に闘いましょう」とSNSでファンに向けて呼びかけた。
日本はワールドカップ2023のプール戦で敗退し、ジェイミー・ジョセフは2016年9月から7年1か月務めたヘッドコーチを退任した。

### 薄い選手層と経験不足を指摘する声
ワールドカップ前に行った2023年の6試合では、ほぼ「同じ選手の起用」を続け、実戦機会を多くの選手に与えられず、実戦を通じた選手選考もできなかった。そしてワールドカップ2023でも、登録選手が33名もいながら、毎試合ほぼ同じ選手の起用を続けた（まったく出場しない選手が多かった）。
具体的には、プール1位のイングランド代表チームは、4試合すべてに出場した選手は8名にとどまり、4試合すべてに出場の無い選手は いなかった。2位のアルゼンチン代表チームは、4試合出場が11名、3試合出場が11名、出場無しは いなかった。プール戦3位の日本は、4試合出場が18名もいて、出場しなかった選手は5名もいた（前大会も全31名のうち5名が不出場）。選手層の薄さが、固定化されたメンバーで表れた。
これについて、ラグビー日本代表応援サポーターの五郎丸歩は、プール戦敗退直後のインタビューで選手層の薄さを指摘し、「アルゼンチンは、前週から大きくメンバーを変えることができた（先発選手を11人変えた）。ローテーションを組むことができる33人を作っていくことを日本ラグビー界全体で考えていかないと、勝つことは難しい」と語った。
同じくラグビー日本代表応援サポーターの大野均は、「2019年大会に向けては、サンウルブズがあった。スーパーラグビーに参加してテストマッチに近い強度の試合を選手が経験して、ベスト8に進む大きな要因になった」と、前回と今回との違いを指摘し、「今後もコンスタントにレベルの高い国際試合を経験していくことが大事だ」と語った。横浜キヤノンイーグルス監督の沢木敬介も、「アウェーで強豪国との対戦をするほか、個人でもプレーの場を海外に求めることも必要かもしれない」と分析した。敗退翌日の会見で、日本代表に同行していたナショナルチームディレクター藤井雄一郎は「スーパーラグビー、ジュニア代表など、国際経験を積ませられる環境をつくるのが一番」と述べ、ジェイミー・ジョセフHCも「サンウルブズのような経験は、可能な解決策の一つだと思う」と述べた。

### エディージャパンへ
2023年12月13日、日本ラグビーフットボール協会は、エディー・ジョーンズに日本代表ヘッドコーチを8年ぶりに再任させることを発表。2024年1月1日からの就任となる。
以降は「ラグビー日本代表 2024年メンバー」を参照。

## チームソング
日本協会YouTubeチャンネル「JAPAN RUGBY TV」で、ワールドカップ2023第1戦チリ戦の後に、日本代表メンバー全員がロッカールームでチームソングを歌う姿が公開された。
この曲は、トンガ出身の選手（ヴァルアサエリ愛、レメキロマノラヴァ）などを中心に2021年のヨーロッパ遠征時に作られ、映画『ライオンキング』の中の『王様になるのが待ちきれない（I Just Can't Wait to Be King）』のメロディの一部をベースにしたが、その原形をとどめないオリジナル曲となった。
「Hoka Ki mu'a」（トンガ語で「ファイトし続ける」）、「Samurai, Sumo, Ninja」（侍、相撲、忍者）、「Katsu Motto」（勝つ、もっと）、「Let's Go, Brave Blossom」など国際色豊かな歌詞となった。

## 2023年の対戦
前年は「ラグビー日本代表 2022年メンバー」を参照。
| 日付                                  | 開始時間                              | 対戦                                                  | 結果                                                               | 会場                                                               | 特記事項                                                           | 備考                        |
| ------------------------------------- | ------------------------------------- | ----------------------------------------------------- | ------------------------------------------------------------------ | ------------------------------------------------------------------ | ------------------------------------------------------------------ | --------------------------- |
| 2022年12月17日 - 2023年4月23日        | 2022年12月17日 - 2023年4月23日        | 2022年12月17日 - 2023年4月23日                        | ジャパンラグビーリーグワン2022-23 リーグ戦                         | ジャパンラグビーリーグワン2022-23 リーグ戦                         | ジャパンラグビーリーグワン2022-23 リーグ戦                         | [ 62 ]                      |
| 2023年5月13日 - 2023年5月20日         | 2023年5月13日 - 2023年5月20日         | 2023年5月13日 - 2023年5月20日                         | ジャパンラグビーリーグワン2022-23 プレーオフトーナメント           | ジャパンラグビーリーグワン2022-23 プレーオフトーナメント           | ジャパンラグビーリーグワン2022-23 プレーオフトーナメント           | [ 62 ]                      |
| 2023年6月12日 - 30日                  | 2023年6月12日 - 30日                  | 浦安合宿（浦安Dパーク）                               | 浦安合宿（浦安Dパーク）                                            | 浦安合宿（浦安Dパーク）                                            | 浦安合宿（浦安Dパーク）                                            | [ 63 ]                      |
| 2023年7月3日 - 8月3日                 | 2023年7月3日 - 8月3日                 | 宮崎合宿（宮崎県屋外型トレーニングセンター）          | 宮崎合宿（宮崎県屋外型トレーニングセンター）                       | 宮崎合宿（宮崎県屋外型トレーニングセンター）                       | 宮崎合宿（宮崎県屋外型トレーニングセンター）                       | [ 64 ]                      |
| 7月8日(土)                            | 17:00                                 | オールブラックスXV vs JAPAN XV                        | ● 6-38                                                             | 秩父宮ラグビー場（東京都港区）                                     | キャップ非対象 リポビタンDチャレンジカップ2023                     | [ 65 ] [ 66 ]               |
| 7月15日(土)                           | 18:07                                 | オールブラックスXV vs 日本代表                        | ● 27-41                                                            | えがお健康スタジアム（熊本県熊本市）                               | キャップ非対象 リポビタンDチャレンジカップ2023                     | [ 67 ] [ 68 ]               |
| 7月22日(土)                           | 14:50                                 | サモア vs 日本代表                                    | ● 22-24                                                            | 札幌ドーム（北海道札幌市）                                         | リポビタンDチャレンジカップ2023 パシフィックネーションズカップ2023 | [ 69 ] [ 70 ]               |
| 7月29日(土)                           | 19:40                                 | トンガ vs 日本代表                                    | ◯ 21-16                                                            | 花園ラグビー場（大阪府東大阪市）                                   | リポビタンDチャレンジカップ2023 パシフィックネーションズカップ2023 | [ 71 ] [ 72 ]               |
| 8月5日(土)                            | 19:16                                 | フィジー vs 日本代表                                  | ● 12-35                                                            | 秩父宮ラグビー場（東京都港区）                                     | リポビタンDチャレンジカップ2023 パシフィックネーションズカップ2023 | [ 73 ] [ 74 ]               |
| 8月16日 - 18日                        | 8月16日 - 18日                        | 府中合宿（府中朝日フットボールパーク）                | 府中合宿（府中朝日フットボールパーク）                             | 府中合宿（府中朝日フットボールパーク）                             | 府中合宿（府中朝日フットボールパーク）                             | [ 64 ]                      |
| 8月19日 -                             | 8月19日 -                             | イタリア遠征（合宿地：トレヴィーゾ）                  | イタリア遠征（合宿地：トレヴィーゾ）                               | イタリア遠征（合宿地：トレヴィーゾ）                               | イタリア遠征（合宿地：トレヴィーゾ）                               | [ 75 ] [ 76 ]               |
| 8月26日(土)17:30 日本時間27日(日)1:30 | 8月26日(土)17:30 日本時間27日(日)1:30 | イタリア vs 日本代表                                  | ● 21-42                                                            | Stadio Comunale di Monigo（イタリア）                              | リポビタンDツアー2023 サマー・ネーションズ・シリーズ               | [ 77 ] [ 78 ]               |
| 9月2日 -                              | 9月2日 -                              | フランス入り（ベースキャンプ地：トゥールーズ）        | フランス入り（ベースキャンプ地：トゥールーズ）                     | フランス入り（ベースキャンプ地：トゥールーズ）                     | フランス入り（ベースキャンプ地：トゥールーズ）                     | [ 76 ]                      |
| 9月10日(日)13:00 日本時間20:00        | 9月10日(日)13:00 日本時間20:00        | ラグビーワールドカップ2023 · チリ vs 日本代表         | ◯ 42-12                                                            | スタジアム・ド・トゥールーズ（トゥールーズ）                       | プール戦(D)                                                        | [ 79 ] [ 80 ]               |
| 9月17日(日)21:00 日本時間18日(月)4:00 | 9月17日(日)21:00 日本時間18日(月)4:00 | ラグビーワールドカップ2023 · イングランド vs 日本代表 | ● 12-34                                                            | スタッド・ド・ニース（ニース）                                     | プール戦(D)                                                        | [ 81 ] [ 82 ]               |
| 9月28日(木)21:00 日本時間29日(金)4:00 | 9月28日(木)21:00 日本時間29日(金)4:00 | ラグビーワールドカップ2023 · サモア vs 日本代表       | ◯ 28-22                                                            | スタジアム・ド・トゥールーズ（トゥールーズ）                       | プール戦(D)                                                        | [ 83 ] [ 84 ]               |
| 10月8日(日)13:00 日本時間20:00        | 10月8日(日)13:00 日本時間20:00        | ラグビーワールドカップ2023 · アルゼンチン vs 日本代表 | ● 27-39                                                            | スタッド・ドゥ・ラ・ボージョワール（ナント）                       | プール戦(D)・プール戦3位で敗退、次回大会出場権を獲得               | [ 85 ] [ 86 ] [ 87 ] [ 88 ] |
| 2023年12月9日 - 2024年5月26日         | 2023年12月9日 - 2024年5月26日         | 2023年12月9日 - 2024年5月26日                         | ジャパンラグビーリーグワン2023-24 リーグ戦・プレーオフトーナメント | ジャパンラグビーリーグワン2023-24 リーグ戦・プレーオフトーナメント | ジャパンラグビーリーグワン2023-24 リーグ戦・プレーオフトーナメント |                             |

翌年は「ラグビー日本代表 2024年メンバー」を参照。

## 世界ランキング
| ランキング日付     | 順位 | 順位が変動した理由                                                                   |
| ------------------ | ---- | ------------------------------------------------------------------------------------ |
| 2020年11月16日から | 10位 | 2020年11月14日に10位アルゼンチンが2位ニュージーランドを破り、9位日本が10位に落ちる。 |
| 2023年7月24日から  | 12位 | 2023年7月22日、12位サモアにホームで敗戦。                                            |
| 2023年8月7日から   | 14位 | 2023年8月5日、10位フィジーにホームで敗戦。                                           |
| 2023年9月25日から  | 13位 | 13位ジョージアが不振で、入れ替わる。                                                 |
| 2023年9月28日から  | 12位 | 2023年9月28日にワールドカップ2023プール戦で、12位サモアに勝利。                      |

## 2023年の日本代表選手

### 国内戦
オールブラックスXV戦
- 第1戦：2023年7月8日実施（秩父宮ラグビー場、東京都）、JAPAN XVとして出場。キャップ非対象。
- 第2戦：2023年7月15日実施（えがお健康スタジアム（熊本市）、日本代表として出場。キャップ非対象。

#### パシフィックネーションズカップ2023
- 第1戦サモア代表戦：2023年7月22日実施（札幌ドーム、北海道）
- 第2戦トンガ代表戦：2023年7月29日実施（花園ラグビー場、東大阪市）
- 第3戦フィジー代表戦：2023年8月5日実施（秩父宮ラグビー場、東京都）

所属チーム、年齢、Cap数などを含め、資料性を考慮し2023年8月5日当時に固定した。
| 氏名                   | オールブラックスXV戦 | オールブラックスXV戦 | パシフィックネーションズカップ2023 | パシフィックネーションズカップ2023 | パシフィックネーションズカップ2023 | 所属チーム                     | 身長 | 体重 | 生年月日（年齢）       | Cap | 備考  |
| 氏名                   | 第1戦 背番号         | 第2戦 背番号         | サモア戦 背番号                    | トンガ戦 背番号                    | フィジー戦 背番号                  | 所属チーム                     | 身長 | 体重 | 生年月日（年齢）       | Cap | 備考  |
| ---------------------- | -------------------- | -------------------- | ---------------------------------- | ---------------------------------- | ---------------------------------- | ------------------------------ | ---- | ---- | ---------------------- | --- | ----- |
| 稲垣啓太               |                      | 1                    | 1                                  | 1                                  | 1                                  | 埼玉パナソニックワイルドナイツ | 186  | 116  | 1990年6月2日（33歳）   | 48  |       |
| 堀越康介               | 2                    |                      |                                    |                                    |                                    | 東京サントリーサンゴリアス     | 175  | 100  | 1995年6月2日（28歳）   | 8   |       |
| 坂手淳史               |                      | 16                   | 2                                  | 2                                  | 2                                  | 埼玉パナソニックワイルドナイツ | 180  | 104  | 1993年6月21日（30歳）  | 36  |       |
| 垣永真之介             | 3                    | 18                   | 18                                 |                                    |                                    | 東京サントリーサンゴリアス     | 180  | 115  | 1991年12月19日（31歳） | 12  |       |
| ヴァルアサエリ愛       |                      |                      |                                    | 3                                  | 3                                  | 埼玉パナソニックワイルドナイツ | 187  | 115  | 1989年5月7日（34歳）   | 25  |       |
| ジェームス・ムーア     | 4                    | 4                    | 4                                  | 19                                 | 4                                  | 浦安D-Rocks                    | 195  | 110  | 1993年6月11日（30歳）  | 16  |       |
| アマト・ファカタヴァ   | 5                    | 5                    | 5                                  | 4                                  | 5                                  | リコーブラックラムズ東京       | 195  | 118  | 1994年12月7日（28歳）  | 3   | 初cap |
| ジャック・コーネルセン | 19                   | 6                    | 6                                  | 6                                  | 6                                  | 埼玉パナソニックワイルドナイツ | 195  | 110  | 1994年10月13日（28歳） | 15  |       |
| ピーター・ラブスカフニ |                      |                      |                                    |                                    | 7                                  | クボタスピアーズ船橋・東京ベイ | 189  | 106  | 1989年1月11日（34歳）  | 16  |       |
| リーチマイケル         | 6                    | 20                   | 8                                  |                                    |                                    | 東芝ブレイブルーパス東京       | 189  | 113  | 1988年10月7日（34歳）  | 79  |       |
| 姫野和樹               | 20                   | 8                    | 7                                  | 8                                  | 8                                  | トヨタヴェルブリッツ           | 187  | 108  | 1994年7月27日（29歳）  | 28  |       |
| ファウルア・マキシ     | 8                    |                      |                                    |                                    |                                    | クボタスピアーズ船橋・東京ベイ | 187  | 112  | 1997年1月20日（26歳）  | 6   |       |
| 齋藤直人               | 9                    | 9                    | 21                                 | 9                                  | 9                                  | 東京サントリーサンゴリアス     | 165  | 73   | 1997年8月26日（25歳）  | 14  |       |
| 松田力也               | 10                   | 22                   | 22                                 | 22                                 | 10                                 | 埼玉パナソニックワイルドナイツ | 181  | 92   | 1994年5月3日（29歳）   | 32  |       |
| ジョネ・ナイカブラ     | 14                   | 14                   | 11                                 | 14                                 | 11                                 | 東芝ブレイブルーパス東京       | 177  | 95   | 1994年4月12日（29歳）  | 3   | 初cap |
| 長田智希               | 23                   | 23                   | 23                                 | 12                                 | 12                                 | 埼玉パナソニックワイルドナイツ | 179  | 90   | 1999年11月25日（23歳） | 3   | 初cap |
| 中野将伍               | 12                   |                      | 12                                 |                                    |                                    | 東京サントリーサンゴリアス     | 186  | 98   | 1997年6月11日（26歳）  | 7   |       |
| ディラン・ライリー     | 13                   | 13                   | 13                                 | 13                                 | 13                                 | 埼玉パナソニックワイルドナイツ | 187  | 102  | 1997年5月2日（26歳）   | 13  |       |
| セミシ・マシレワ       | 11                   | 11                   |                                    | 11                                 | 14                                 | 花園近鉄ライナーズ             | 181  | 93   | 1992年6月9日（31歳）   | 4   |       |
| 松島幸太朗             | 15                   | 15                   | 14                                 | 23                                 | 15                                 | 東京サントリーサンゴリアス     | 178  | 88   | 1993年2月26日（30歳）  | 50  |       |
| 山中亮平               |                      |                      | 15                                 | 15                                 |                                    | コベルコ神戸スティーラーズ     | 188  | 98   | 1988年6月22日（35歳）  | 29  |       |
| 堀江翔太               | 16                   | 2                    | 16                                 | 16                                 | 16                                 | 埼玉パナソニックワイルドナイツ | 180  | 104  | 1986年1月21日（37歳）  | 71  |       |
| クレイグ・ミラー       | 1                    | 17                   | 17                                 | 17                                 | 17                                 | 埼玉パナソニックワイルドナイツ | 186  | 116  | 1990年10月29日（32歳） | 12  |       |
| シオネ・ハラシリ       | 17                   |                      |                                    |                                    |                                    | 横浜キヤノンイーグルス         | 180  | 120  | 1999年10月15日（23歳） | 1   |       |
| 具智元                 | 18                   | 3                    | 3                                  | 18                                 | 18                                 | コベルコ神戸スティーラーズ     | 183  | 118  | 1994年7月20日（29歳）  | 24  |       |
| 下川甲嗣               |                      |                      |                                    |                                    | 19                                 | 東京サントリーサンゴリアス     | 188  | 105  | 1999年1月17日（24歳）  | 2   |       |
| ヘルウヴェ             |                      | 19                   | 19                                 | 5                                  |                                    | クボタスピアーズ船橋・東京ベイ | 193  | 120  | 1990年7月12日（33歳）  | 17  |       |
| ベン・ガンター         |                      |                      |                                    | 7                                  | 20                                 | 埼玉パナソニックワイルドナイツ | 195  | 120  | 1997年10月24日（25歳） | 7   |       |
| テビタ・タタフ         |                      |                      |                                    | 20                                 |                                    | 東京サントリーサンゴリアス     | 183  | 124  | 1996年1月2日（27歳）   | 16  |       |
| 福井翔大               | 7                    | 7                    | 20                                 |                                    |                                    | 埼玉パナソニックワイルドナイツ | 186  | 101  | 1999年9月28日（23歳）  | 1   | 初cap |
| 流大                   | 21                   | 21                   | 9                                  | 21                                 | 21                                 | 東京サントリーサンゴリアス     | 166  | 75   | 1992年9月4日（30歳）   | 33  |       |
| 李承信                 |                      | 10                   | 10                                 | 10                                 | 22                                 | コベルコ神戸スティーラーズ     | 181  | 92   | 1994年5月3日（29歳）   | 9   |       |
| 小倉順平               | 22                   |                      |                                    |                                    |                                    | 横浜キヤノンイーグルス         | 172  | 82   | 1992年7月11日（31歳）  | 5   |       |
| 中村亮土               |                      | 12                   |                                    |                                    | 23                                 | 東京サントリーサンゴリアス     | 181  | 92   | 1991年6月3日（32歳）   | 34  |       |
| 氏名                   | 第1戦                | 第2戦                | サモア戦                           | トンガ戦                           | フィジー戦                         | 所属チーム                     | 身長 | 体重 | 生年月日（年齢）       | Cap | 備考  |
| 氏名                   | オールブラックスXV戦 | オールブラックスXV戦 | パシフィックネーションズカップ2023 | パシフィックネーションズカップ2023 | パシフィックネーションズカップ2023 | 所属チーム                     | 身長 | 体重 | 生年月日（年齢）       | Cap | 備考  |

### 「日本代表」として招集され合宿に参加したが、出場機会が無かった選手
所属チーム、年齢、Cap数などを含め、資料性を考慮し2023年8月5日当時に固定した。
| 氏名                   | オールブラックスXV戦 | オールブラックスXV戦 | パシフィックネーションズカップ2023 | パシフィックネーションズカップ2023 | パシフィックネーションズカップ2023 | 所属チーム                     | 身長 | 体重 | 生年月日（年齢）       | Cap | 備考 |
| 氏名                   | 第1戦                | 第2戦                | サモア戦                           | トンガ戦                           | フィジー戦                         | 所属チーム                     | 身長 | 体重 | 生年月日（年齢）       | Cap | 備考 |
| ---------------------- | -------------------- | -------------------- | ---------------------------------- | ---------------------------------- | ---------------------------------- | ------------------------------ | ---- | ---- | ---------------------- | --- | ---- |
| 垣永真之介             | 出場機会なし         | 出場機会なし         | 出場機会なし                       | 出場機会なし                       | 出場機会なし                       | 東京サントリーサンゴリアス     | 180  | 115  | 1991年12月19日（31歳） | 11  |      |
| サウマキアマナキ       | 出場機会なし         | 出場機会なし         | 出場機会なし                       | 出場機会なし                       | 出場機会なし                       | コベルコ神戸スティーラーズ     | 189  | 108  | 1997年3月8日（26歳）   | 0   |      |
| ワーナー・ディアンズ   | 出場機会なし         | 出場機会なし         | 出場機会なし                       | 出場機会なし                       | 出場機会なし                       | 東芝ブレイブルーパス東京       | 201  | 117  | 2002年4月11日（21歳）  | 7   |      |
| 福田健太               | 出場機会なし         | 出場機会なし         | 出場機会なし                       | 出場機会なし                       | 出場機会なし                       | トヨタヴェルブリッツ           | 173  | 80   | 1996年12月19日（26歳） | 0   |      |
| ニコラス・マクカラン   | 出場機会なし         | 出場機会なし         | 出場機会なし                       | 出場機会なし                       | 出場機会なし                       | 東芝ブレイブルーパス東京       | 188  | 93   | 1996年6月13日（27歳）  | 0   |      |
| 中野将伍               | 出場機会なし         | 出場機会なし         | 出場機会なし                       | 出場機会なし                       | 出場機会なし                       | 東京サントリーサンゴリアス     | 186  | 98   | 1997年6月11日（26歳）  | 6   |      |
| シオサイア・フィフィタ | 出場機会なし         | 出場機会なし         | 出場機会なし                       | 出場機会なし                       | 出場機会なし                       | 花園近鉄ライナーズ             | 187  | 105  | 1998年12月20日（24歳） | 12  |      |
| 木田晴斗               | 出場機会なし         | 出場機会なし         | 出場機会なし                       | 出場機会なし                       | 出場機会なし                       | クボタスピアーズ船橋・東京ベイ | 176  | 90   | 1999年4月9日（24歳）   | 0   |      |

### 「日本代表候補」として招集された選手
所属チーム、年齢、Cap数などを含め、資料性を考慮し2023年8月5日当時に固定した。
| 氏名                   | オールブラックスXV戦 | オールブラックスXV戦 | パシフィックネーションズカップ2023 | パシフィックネーションズカップ2023 | パシフィックネーションズカップ2023 | 所属チーム                     | 身長 | 体重 | 生年月日（年齢）       | Cap | 備考 |
| 氏名                   | 第1戦                | 第2戦                | サモア戦 背番号                    | トンガ戦 背番号                    | フィジー戦 背番号                  | 所属チーム                     | 身長 | 体重 | 生年月日（年齢）       | Cap | 備考 |
| ---------------------- | -------------------- | -------------------- | ---------------------------------- | ---------------------------------- | ---------------------------------- | ------------------------------ | ---- | ---- | ---------------------- | --- | ---- |
| 小林賢太               | 出場機会なし         | 出場機会なし         | 出場機会なし                       | 出場機会なし                       | 出場機会なし                       | 東京サントリーサンゴリアス     | 181  | 112  | 1999年6月2日（24歳）   | 0   |      |
| 伊藤平一郎             | 出場機会なし         | 出場機会なし         | 出場機会なし                       | 出場機会なし                       | 出場機会なし                       | 静岡ブルーレヴズ               | 175  | 115  | 1990年10月5日（32歳）  | 6   |      |
| 中村駿太               | 出場機会なし         | 出場機会なし         | 出場機会なし                       | 出場機会なし                       | 出場機会なし                       | 東京サントリーサンゴリアス     | 176  | 98   | 1994年2月28日（29歳）  | 0   |      |
| ピーター・ラブスカフニ |                      |                      |                                    |                                    | 7                                  | クボタスピアーズ船橋・東京ベイ | 189  | 106  | 1989年1月11日（34歳）  | 16  |      |
| 下川甲嗣               |                      |                      |                                    |                                    | 19                                 | 東京サントリーサンゴリアス     | 188  | 105  | 1999年1月17日（24歳）  | 2   |      |
| ベン・ガンター         |                      |                      |                                    | 7                                  | 20                                 | 埼玉パナソニックワイルドナイツ | 195  | 120  | 1997年10月24日（25歳） | 7   |      |
| テビタ・タタフ         |                      |                      |                                    | 20                                 |                                    | 東京サントリーサンゴリアス     | 183  | 124  | 1996年1月2日（27歳）   | 16  |      |
| 茂野海人               | 出場機会なし         | 出場機会なし         | 出場機会なし                       | 出場機会なし                       | 出場機会なし                       | トヨタヴェルブリッツ           | 170  | 75   | 1990年11月21日（32歳） | 16  |      |
| 高橋汰地               | 出場機会なし         | 出場機会なし         | 出場機会なし                       | 出場機会なし                       | 出場機会なし                       | トヨタヴェルブリッツ           | 180  | 91   | 1996年6月24日（27歳）  | 1   |      |
| レメキロマノラヴァ     | 出場機会なし         | 出場機会なし         | 出場機会なし                       | 出場機会なし                       | 出場機会なし                       | NECグリーンロケッツ東葛        | 178  | 96   | 1989年1月20日（34歳）  | 16  |      |

「日本代表」として招集された選手だけではなく、「日本代表候補」として招集された選手が、出場機会を得ている。

### 海外戦
イタリア代表戦
- 2023年8月26日17:30（日本時間27日1:30）実施（Stadio Comunale di Monigo、イタリア トレヴィーゾ）

#### ラグビーワールドカップ2023（フランス大会）
- プール第1戦・チリ代表戦：2023年9月10日13:00（日本時間20:00）実施（スタジアム・ド・トゥールーズ、トゥールーズ）
- プール第2戦・イングランド代表戦：2023年9月17日21:00（日本時間18日4:00）実施（スタッド・ド・ニース、ニース）
- プール第3戦・サモア代表戦：2023年9月28日21:00（日本時間29日4:00）実施（スタジアム・ド・トゥールーズ、トゥールーズ）
- プール第4戦・アルゼンチン代表戦：2023年10月8日13:00（日本時間20:00）実施（スタッド・ドゥ・ラ・ボージョワール、ナント）

所属チーム、年齢、Cap数などを含め、資料性を考慮し2023年9月10日当時に固定した。
| 氏名                   | イタリア戦 背番号 | ワールドカップ2023 | ワールドカップ2023    | ワールドカップ2023 | ワールドカップ2023    | 所属チーム                     | 身長 | 体重 | 生年月日（年齢）       | Cap | 備考  |
| 氏名                   | イタリア戦 背番号 | チリ戦 背番号      | イングランド戦 背番号 | サモア戦 背番号    | アルゼンチン戦 背番号 | 所属チーム                     | 身長 | 体重 | 生年月日（年齢）       | Cap | 備考  |
| ---------------------- | ----------------- | ------------------ | --------------------- | ------------------ | --------------------- | ------------------------------ | ---- | ---- | ---------------------- | --- | ----- |
| 稲垣啓太               | 17                | 1                  | 1                     | 1                  | 1                     | 埼玉パナソニックワイルドナイツ | 186  | 116  | 1990年6月2日（33歳）   | 53  |       |
| 堀江翔太               | 2                 | 16                 | 2                     | 2                  | 2                     | 埼玉パナソニックワイルドナイツ | 180  | 104  | 1986年1月21日（37歳）  | 76  |       |
| 具智元                 | 3                 | 3                  | 3                     | 3                  | 3                     | コベルコ神戸スティーラーズ     | 183  | 118  | 1994年7月20日（29歳）  | 29  |       |
| ジャック・コーネルセン | 4                 | 8                  | 4                     | 4                  | 4                     | 埼玉パナソニックワイルドナイツ | 195  | 110  | 1994年10月13日（28歳） | 20  |       |
| アマト・ファカタヴァ   |                   | 5                  | 5                     | 5                  | 5                     | リコーブラックラムズ東京       | 195  | 118  | 1994年12月7日（28歳）  | 7   |       |
| ヘルウヴェ             | 5                 | 出場機会なし       | 出場機会なし          | 出場機会なし       | 出場機会なし          | クボタスピアーズ船橋・東京ベイ | 193  | 120  | 1990年7月12日（33歳）  | 17  |       |
| リーチマイケル         | 6                 | 6                  | 6                     | 6                  | 6                     | 東芝ブレイブルーパス東京       | 189  | 113  | 1988年10月7日（34歳）  | 84  |       |
| ピーター・ラブスカフニ |                   |                    | 7                     | 7                  | 7                     | クボタスピアーズ船橋・東京ベイ | 189  | 106  | 1989年1月11日（34歳）  | 19  |       |
| 福井翔大               | 7                 | 20                 |                       |                    |                       | 埼玉パナソニックワイルドナイツ | 186  | 101  | 1999年9月28日（23歳）  | 3   |       |
| 姫野和樹               | 8                 |                    | 8                     | 8                  | 8                     | トヨタヴェルブリッツ           | 187  | 108  | 1994年7月27日（29歳）  | 32  |       |
| 流大                   | 9                 | 9                  | 9                     | 9                  |                       | 東京サントリーサンゴリアス     | 166  | 75   | 1992年9月4日（31歳）   | 37  |       |
| 齋藤直人               | 21                | 21                 | 21                    | 21                 | 9                     | 東京サントリーサンゴリアス     | 165  | 73   | 1997年8月26日（26歳）  | 19  |       |
| 松田力也               | 22                | 10                 | 10                    | 10                 | 10                    | 埼玉パナソニックワイルドナイツ | 181  | 92   | 1994年5月3日（29歳）   | 37  |       |
| シオサイア・フィフィタ |                   |                    |                       |                    | 11                    | トヨタヴェルブリッツ           | 187  | 105  | 1998年12月20日（24歳） | 13  |       |
| 中村亮土               | 23                | 12                 | 12                    | 12                 | 12                    | 東京サントリーサンゴリアス     | 181  | 92   | 1991年6月3日（32歳）   | 39  |       |
| 長田智希               | 12                | 22                 | 13                    | 23                 |                       | 埼玉パナソニックワイルドナイツ | 179  | 90   | 1999年11月25日（23歳） | 7   |       |
| ディラン・ライリー     | 13                | 13                 | 22                    | 13                 | 13                    | 埼玉パナソニックワイルドナイツ | 187  | 102  | 1997年5月2日（26歳）   | 18  |       |
| セミシ・マシレワ       | 14                | 15                 | 15                    |                    |                       | 花園近鉄ライナーズ             | 181  | 93   | 1992年6月9日（31歳）   | 7   |       |
| 松島幸太朗             | 15                | 14                 | 14                    | 14                 | 14                    | 東京サントリーサンゴリアス     | 178  | 88   | 1993年2月26日（30歳）  | 55  |       |
| レメキロマノラヴァ     |                   | 23                 | 23                    | 15                 | 15                    | NECグリーンロケッツ東葛        | 178  | 96   | 1989年1月20日（34歳）  | 20  |       |
| 坂手淳史               | 16                | 2                  | 16                    | 16                 | 16                    | 埼玉パナソニックワイルドナイツ | 180  | 104  | 1993年6月21日（30歳）  | 41  |       |
| クレイグ・ミラー       | 1                 | 17                 | 17                    | 17                 | 17                    | 埼玉パナソニックワイルドナイツ | 186  | 116  | 1990年10月29日（32歳） | 17  |       |
| ヴァルアサエリ愛       | 18                | 18                 | 18                    | 18                 | 18                    | 埼玉パナソニックワイルドナイツ | 187  | 115  | 1989年5月7日（34歳）   | 30  |       |
| ワーナー・ディアンズ   |                   | 19                 | 19                    | 19                 | 19                    | 東芝ブレイブルーパス東京       | 201  | 117  | 2002年4月11日（21歳）  | 11  |       |
| サウマキアマナキ       | 19                | 4                  |                       |                    | 20                    | コベルコ神戸スティーラーズ     | 189  | 108  | 1997年3月8日（26歳）   | 3   | 初cap |
| 下川甲嗣               |                   | 7                  | 20                    | 20                 |                       | 東京サントリーサンゴリアス     | 188  | 105  | 1999年1月17日（24歳）  | 5   |       |
| ベン・ガンター         | 20                | 出場機会なし       | 出場機会なし          | 出場機会なし       | 出場機会なし          | 埼玉パナソニックワイルドナイツ | 195  | 120  | 1997年10月24日（25歳） | 7   |       |
| 福田健太               |                   |                    |                       |                    | 21                    | トヨタヴェルブリッツ           | 173  | 80   | 1996年12月19日（26歳） | 2   |       |
| 李承信                 | 10                |                    |                       | 22                 |                       | コベルコ神戸スティーラーズ     | 181  | 92   | 1994年5月3日（29歳）   | 11  |       |
| 山中亮平               |                   |                    |                       |                    | 22                    | コベルコ神戸スティーラーズ     | 188  | 98   | 1988年6月22日（35歳）  | 30  |       |
| ジョネ・ナイカブラ     | 11                | 11                 | 11                    | 11                 | 23                    | 東芝ブレイブルーパス東京       | 177  | 95   | 1994年4月12日（29歳）  | 8   |       |
| 氏名                   | イタリア戦        | チリ戦             | イングランド戦        | サモア戦           | アルゼンチン戦        | 所属チーム                     | 身長 | 体重 | 生年月日（年齢）       | Cap | 備考  |
| 氏名                   | イタリア戦        | ワールドカップ2023 |                       |                    |                       | 所属チーム                     | 身長 | 体重 | 生年月日（年齢）       | Cap | 備考  |
| 垣永真之介             | 出場機会なし      | 出場機会なし       | 出場機会なし          | 出場機会なし       | 出場機会なし          | 東京サントリーサンゴリアス     | 180  | 115  | 1991年12月19日（31歳） | 12  |       |
| 堀越康介               | 出場機会なし      | 出場機会なし       | 出場機会なし          | 出場機会なし       | 出場機会なし          | 東京サントリーサンゴリアス     | 175  | 100  | 1995年6月2日（28歳）   | 7   |       |
| ジャック・コーネルセン | 出場機会なし      | 出場機会なし       | 出場機会なし          | 出場機会なし       | 出場機会なし          | 埼玉パナソニックワイルドナイツ | 195  | 110  | 1994年10月13日（28歳） | 12  |       |
| 小倉順平               | 出場機会なし      | 出場機会なし       | 出場機会なし          | 出場機会なし       | 出場機会なし          | 横浜キヤノンイーグルス         | 172  | 82   | 1992年7月11日（31歳）  | 4   |       |
| 中野将伍               | 出場機会なし      | 出場機会なし       | 出場機会なし          | 出場機会なし       | 出場機会なし          | 東京サントリーサンゴリアス     | 186  | 98   | 1997年6月11日（26歳）  | 7   |       |

多くの選手を合宿に参加させたが、2023年を通じ、ほぼ同じ選手にのみ出場させた。
ワールドカップ2023でも、登録選手が33名もいながら、出場した選手は26名のみ。1試合で最大23名が出場できるので、ほぼ同じ選手が出場し続けたことがわかる。登録出場選手33名のうち、まったく出場しない選手は7名もいた。

## 初キャップ獲得選手
2023年に初キャップを獲得した選手は、以下の5名となる。
- 7月22日パシフィックネーションズカップ2023第1戦サモア戦：アマト・ファカタヴァ、ジョネ・ナイカブラ、福井翔大、長田智希
- 8月26日イタリア戦：サウマキアマナキ

## スタッフ

### 日本代表スタッフ
2023年5月24日発表時点。
| 役職                                                       | 名前                       | 所属                                           | 備考        |
| ---------------------------------------------------------- | -------------------------- | ---------------------------------------------- | ----------- |
| ナショナルチームディレクター                               | 藤井雄一郎                 | 日本ラグビーフットボール協会                   |             |
| ヘッドコーチ                                               | ジェイミー・ジョセフ       | 日本ラグビーフットボール協会                   |             |
| アシスタントコーチ                                         | トニー・ブラウン           | 日本ラグビーフットボール協会                   |             |
| アシスタントコーチ                                         | 長谷川慎                   | 日本ラグビーフットボール協会                   |             |
| アシスタントコーチ                                         | ジョン・ミッチェル         | 日本ラグビーフットボール協会                   |             |
| スポットコーチ                                             | ジョン・ドネヒュー         | 日本ラグビーフットボール協会                   |             |
| ストレングス＆コンディショニング(S&C) コーチ               | アンドリュー・ベードモア   | 日本ラグビーフットボール協会                   |             |
| ストレングス＆コンディショニング(S&C) コーチ               | アダム・キーン             | 日本ラグビーフットボール協会                   |             |
| アシスタント・ストレングス＆コンディショニング(S&C) コーチ | 太田千尋                   | 日本ラグビーフットボール協会                   |             |
| 分析                                                       | アンドリュー・ワッツ       | オタゴハイランダーズ                           | 6月25日合流 |
| 分析                                                       | 浜野俊平                   | 日本ラグビーフットボール協会                   |             |
| 分析                                                       | 瀬尾勝太                   | 静岡ブルーレヴズ                               |             |
| ドクター                                                   | 高森草平                   | 日本ラグビーフットボール協会                   |             |
| パフォーマンスコーディネーター                             | カール・マクドナルド       | 日本ラグビーフットボール協会                   |             |
| アスレティックトレーナー                                   | 濱野武彦                   | 武蔵野アトラスターズ整形外科スポーツクリニック |             |
| アスレティックトレーナー                                   | 國次聡史                   | 横浜市スポーツ医科学センター                   |             |
| メンタルコーチ                                             | デイビッド・ガルブレイス   | 日本ラグビーフットボール協会                   |             |
| 通訳                                                       | 吉水奈翁                   | 日本ラグビーフットボール協会                   |             |
| チームマネージャー                                         | 波多野恵介                 | 日本ラグビーフットボール協会                   |             |
| アシスタントマネージャー                                   | ジョシュ・ウェストブルック | 日本ラグビーフットボール協会                   |             |
| ロジスティックマネージャー                                 | 中村彰                     | 日本ラグビーフットボール協会                   |             |
| チームメディアマネージャー                                 | 津久井信介                 | 日本ラグビーフットボール協会                   |             |
| ビデオグラファー                                           | 中村拓磨                   | 日本ラグビーフットボール協会                   |             |

## 代表資格

### 国籍は関係ない
ラグビーでは、国の代表チームとしてプレーする際にその国籍は問われないため、「所属協会主義」と呼ばれる。

2023年時点で、ワールドラグビーの レギュレーション8条 により、代表資格は以下の4条件で規定されている。
上記の規定は、過去に他の国での代表戦出場が無いことが前提となる。他国でのジュニア代表出場は不問。
ただし、オリンピックおよびその予選の場合、ワールドラグビーの代表資格規定は該当せず、その国の国籍を持つ選手のみ（国籍主義）となる。

### 日本への帰化選手
「外国人選手が多い」という批判がある が、日本は外見的特徴からそのように指摘されやすい。他の国のラグビー代表チームも同様に、異なる国の出身者が多く含まれる。
高校・大学時代から日本で生活し、日本に帰化（日本国籍を取得）している選手も少なくない。なお、カタカナだけの氏名であっても、姓と名の表記の間に「・」が無い選手は、日本国籍を持つ者である（戸籍に記号は使えないため）。ただし、一部メディアにおいては帰化選手であっても「・」を入れて報道される。

## 放送・配信
2023年の試合について、日本国内での放送・配信は以下のとおり。
| 日時                 | 対戦                                                           | 生放送 | 生配信                                                  | 備考    |
| -------------------- | -------------------------------------------------------------- | --- | ------------------------------------------------------- | ------- |
| 2023年 7月8日(土)    | リポビタンDチャレンジカップ2023 オールブラックスXV vs JAPAN XV | 16:30～ J SPORTS 16:30～ TOKYO MX2                                                                                    | 16:30～ J SPORTS                                        | [ 109 ] |
| 2023年 7月15日(土)   | リポビタンDチャレンジカップ2023 オールブラックスXV vs 日本代表 | 17:35～ J SPORTS 18:00～ BS日テレ 【録画放送】16日(日)0:55～ 熊本県民テレビ 【録画放送】16日(日)1:05～ 札幌テレビ放送 | 17:35～ J SPORTS 18:00～ Hulu                           | [ 109 ] |
| 2023年 7月22日(土)   | リポビタンDチャレンジカップ2023 サモア代表 vs 日本代表         | 14:20～ J SPORTS 14:30～ 日本テレビ系列                                                                               | 14:20～ J SPORTS 14:30～ Hulu                           | [ 109 ] |
| 2023年 7月29日(土)   | リポビタンDチャレンジカップ2023 トンガ代表 vs 日本代表         | 19:00～ J SPORTS 19:30～ NHK総合                                                                                      | 19:00～ J SPORTS 19:30～ NHKプラス                      | [ 109 ] |
| 2023年 8月5日(土)    | リポビタンDチャレンジカップ2023 フィジー代表 vs 日本代表       | 18:30～ J SPORTS 19:00～ 日本テレビ系列                                                                               | 18:30～ J SPORTS 19:00～ Hulu                           | [ 109 ] |
| 2023年 8月27日(日)   | リポビタンDツアー2023 イタリア代表 vs 日本代表                 | 1:00～ J SPORTS NHK総合                                                                                               | J SPORTS NHKプラス                                      | [ 110 ] |
| 2023年 9月10日(日)   | ラグビーワールドカップ2023 チリ代表 vs 日本代表                | 19:00～ J SPORTS 19:30～ NHK総合・NHK BS4K                                                                            | 19:00～ J SPORTS 19:30～ NHKプラス                      | [ 111 ] |
| 2023年 9月18日(月祝) | ラグビーワールドカップ2023 イングランド代表 vs 日本代表        | 3:00～ J SPORTS 3:45～ 日本テレビ系列 【録画放送】8:15～ NHK総合・NHK BS4K                                            | 3:00～ J SPORTS 3:45～ Hulu 8:15～ NHKプラス            | [ 111 ] |
| 2023年 9月29日(金)   | ラグビーワールドカップ2023 サモア代表 vs 日本代表              | 3:00～ J SPORTS 3:45～ 日本テレビ系列 【録画放送】22:00～ NHK総合・NHK BS4K                                           | 3:00～ J SPORTS 3:45～ Hulu 22:00～ NHKプラス           | [ 111 ] |
| 2023年 10月8日(日)   | ラグビーワールドカップ2023 アルゼンチン代表 vs 日本代表        | 19:00～ J SPORTS 19:45～ 日本テレビ系列 【録画放送】9日(月祝)8:17～ NHK総合・NHK BS4K                                 | 19:00～ J SPORTS 19:45～ Hulu 9日(月祝)8:17～ NHKプラス | [ 111 ] |

### 視聴率

#### ワールドカップ2023（フランス大会）
視聴率は、地上波番組のもの（関東地区、ビデオリサーチ調べ）。以下の文章内の数値は、世帯視聴率。
- 9月10日のチリ戦を中継したNHK総合では、大河ドラマ『どうする家康』（20:00-20:45）を休止。同番組は前週11.7%だった[115]。TBSの日曜劇場『VIVANT』第9話は、通常より開始を30分遅らせて21:30から79分スペシャル（22:49まで）を放送し、中盤の22:04までチリ戦の試合時間と重なったが、前週と同じ14.9％を記録した[116]。
- 9月18日イングランド戦、29日サモア戦を中継した日本テレビは、『ZIP!』（通常5:50-9:00）の開始を15分遅らせた。
- 10月8日アルゼンチン戦を中継した日本テレビは、終了時刻を5分延長し、以降の番組を遅らせた。

世帯視聴率は「視聴世帯数÷調査世帯数x100」、個人視聴率は「視聴人数÷調査世帯人数x100」(4歳以上)。
| 試合      | 対戦相手     | 試合開始時刻 （現地）   | 同 日本時間                | 放送形態 | メディア       | 放送時間                                                | 世帯視聴率          | 世帯視聴率          | 個人 視聴率         | 備考            |
| 試合      | 対戦相手     | 試合開始時刻 （現地）   | 同 日本時間                | 放送形態 | メディア       | 放送時間                                                | 平均 視聴率         | 瞬間最高 視聴率     | 個人 視聴率         | 備考            |
| --------- | ------------ | ----------------------- | -------------------------- | -------- | -------------- | ------------------------------------------------------- | ------------------- | ------------------- | ------------------- | --------------- |
| プール戦1 | チリ         | 2023年 9月10日(日) 13時 | 2023年 9月10日(日) 20時    | 生中継   | NHK総合/BS4K   | 10日(日)19:30-22:30 (前半19:50-20:58) (後半21:02-22:19) | 前半19.3% 後半19.7% | 前半22.4% 後半22.3% | 前半12.5% 後半12.4% | [ 118 ] [ 119 ] |
| プール戦1 | チリ         | 2023年 9月10日(日) 13時 | 2023年 9月10日(日) 20時    | 生中継   | J SPORTS       | 10日(日)19:00-23:30                                     |                     |                     |                     |                 |
| プール戦2 | イングランド | 2023年 9月17日(日) 21時 | 2023年 9月18日(月・祝) 4時 | 生中継   | NHKBS1/BS4K    | 18日(月祝)3:00-6:30                                     |                     |                     |                     |                 |
| プール戦2 | イングランド | 2023年 9月17日(日) 21時 | 2023年 9月18日(月・祝) 4時 | 生中継   | 日本テレビ系列 | 18日(月祝)3:45-6:05 (前半3:45-5:00) (後半5:00-6:05)     | 前半4.1% 後半6.3%   |                     | 前半2.0% 後半3.1%   | [ 120 ] [ 121 ] |
| プール戦2 | イングランド | 2023年 9月17日(日) 21時 | 2023年 9月18日(月・祝) 4時 | 生中継   | J SPORTS       | 18日(月祝)3:00-7:00                                     |                     |                     |                     |                 |
| プール戦2 | イングランド | 2023年 9月17日(日) 21時 | 2023年 9月18日(月・祝) 4時 | 録画     | NHK総合/BS4K   | 18日(月祝)8:15-10:15                                    |                     |                     |                     |                 |
| プール戦3 | サモア       | 2023年 9月28日(木) 21時 | 2023年 9月29日(金) 4時     | 生中継   | 日本テレビ系列 | 29日(金)3:45-6:05 (前半3:45-5:00) (後半5:00-6:05)       | 前半3.9% 後半7.9    |                     | 前半1.8% 後半3.8    | [ 122 ] [ 123 ] |
| プール戦3 | サモア       | 2023年 9月28日(木) 21時 | 2023年 9月29日(金) 4時     | 生中継   | J SPORTS       | 29日(金)3:00-                                           |                     |                     |                     |                 |
| プール戦3 | サモア       | 2023年 9月28日(木) 21時 | 2023年 9月29日(金) 4時     | 録画     | NHK総合/BS4K   | 29日(金)22:00-24:00                                     |                     |                     |                     |                 |
| プール戦4 | アルゼンチン | 2023年 10月8日(日) 13時 | 2023年 10月8日(日) 20時    | 生中継   | 日本テレビ系列 | 8日(日)19:45-21:59                                      | 21.5%               | 28.3% (個人18.9%)   | 14.1%               | [ 124 ]         |
| プール戦4 | アルゼンチン | 2023年 10月8日(日) 13時 | 2023年 10月8日(日) 20時    | 生中継   | J SPORTS       | 8日(日)19:00-23:00                                      |                     |                     |                     |                 |
| プール戦4 | アルゼンチン | 2023年 10月8日(日) 13時 | 2023年 10月8日(日) 20時    | 録画     | NHK総合/BS4K   | 9日(月祝)8:17-10:17                                     |                     |                     |                     |                 |